# Halesowen
Halesowen är en stad i grevskapet West Midlands i England. Staden ligger i distriktet Dudley, cirka 7 kilometer söder om Dudley och cirka 11 kilometer sydväst om centrala Birmingham. Tätortsdelen (built-up area sub division) Halesowen hade 58 135 invånare vid folkräkningen år 2011.
Staden nämndes i Domedagsboken (Domesday Book) år 1086, och kallades då Hala.